# Pitcairnia rojasii
Pitcairnia rojasii är en gräsväxtart som beskrevs av Harry Edward Luther. Pitcairnia rojasii ingår i släktet Pitcairnia och familjen Bromeliaceae. Inga underarter finns listade i Catalogue of Life.